# Hyphodermella densa
Hyphodermella densa är en svampart som beskrevs av Melo & Hjortstam 2003. Hyphodermella densa ingår i släktet Hyphodermella och familjen Phanerochaetaceae.   Inga underarter finns listade i Catalogue of Life.